# Tour du Haut-Var 2013
La 45e édition du Tour du Haut-Var a eu lieu du 16 au 17 février 2013. La course fait partie du calendrier UCI Europe Tour 2013 en catégorie 2.1.
La course a été remportée par le Français Arthur Vichot (FDJ) devant un duo néerlandais de l'équipe Blanco : le vainqueur de la dernière étape, Lars Boom et Laurens ten Dam. Ces trois coureurs finissent dans le même temps mais Vichot termine premier au meilleur cumul des places lors des deux étapes.
Vichot remporte par la même occasion le classement par points et celui du meilleur jeune, tandis que le Luxembourgeois Laurent Didier (RadioShack-Leopard) termine meilleur grimpeur. La formation néerlandaise Blanco de Boom et ten Dam finit meilleure équipe.

## Présentation

### Équipes
Classé en catégorie 2.1 de l'UCI Europe Tour, le Tour du Haut-Var est par conséquent ouvert aux UCI ProTeams dans la limite de 50 % des équipes participantes, aux équipes continentales professionnelles, aux équipes continentales et, éventuellement, à des équipes nationales.
20 équipes participent à ce Tour du Haut-Var - 9 ProTeams, 6 équipes continentales professionnelles et 5 équipes continentales :
| Nom de l'équipe    | Pays       | Code |
| ------------------ | ---------- | ---- |
| AG2R La Mondiale   | France     | ALM  |
| Argos-Shimano      | Pays-Bas   | ARG  |
| Blanco             | Pays-Bas   | BLA  |
| BMC Racing         | États-Unis | BMC  |
| FDJ                | France     | FDJ  |
| Garmin-Sharp       | États-Unis | GRS  |
| Movistar           | Espagne    | MOV  |
| RadioShack-Leopard | Luxembourg | RLT  |
| Saxo-Tinkoff       | Danemark   | TST  |

| Nom de l'équipe              | Pays     | Code |
| ---------------------------- | -------- | ---- |
| Accent Jobs-Wanty            | Belgique | AJW  |
| Bretagne-Séché Environnement | France   | BSE  |
| Cofidis                      | France   | COF  |
| Europcar                     | France   | EUC  |
| IAM                          | Suisse   | IAM  |
| Sojasun                      | France   | SOJ  |

| Nom de l'équipe         | Pays        | Code |
| ----------------------- | ----------- | ---- |
| BigMat-Auber 93         | France      | BIG  |
| La Pomme Marseille      | France      | LPM  |
| Raleigh                 | Royaume-Uni | RAL  |
| Roubaix Lille Métropole | France      | RLM  |
| Verandas Willems        | Belgique    | WIL  |

## Étapes
| Étape     | Date       | Villes étapes                          |  | Distance (km) | Vainqueur d’étape | Leader du classement général |
| --------- | ---------- | -------------------------------------- |  | ------------- | ----------------- | ---------------------------- |
| 1re étape | 16 février | Le Cannet-des-Maures - La Croix-Valmer |  | 152,5         | Thor Hushovd      | Thor Hushovd                 |
| 2e étape  | 17 février | Draguignan - Draguignan                |  | 207           | Lars Boom         | Arthur Vichot                |

## Déroulement de la course

### 1reétape
|    | Coureur           | Équipe             |    | Temps           |
| -- | ----------------- | ------------------ | -- | --------------- |
| 1  | Thor Hushovd      | BMC Racing         | en | 3 h 42 min 22 s |
| 2  | Tom-Jelte Slagter | Blanco             | +  | m.t             |
| 3  | Arthur Vichot     | FDJ                |    | m.t             |
| 4  | Samuel Dumoulin   | AG2R La Mondiale   |    | m.t             |
| 5  | Egoitz García     | Cofidis            |    | m.t             |
| 6  | Justin Jules      | La Pomme Marseille |    | m.t             |
| 7  | Julien Simon      | Sojasun            |    | m.t             |
| 8  | Nicolas Roche     | Saxo-Tinkoff       |    | m.t             |
| 9  | Vincent Jérôme    | Europcar           |    | m.t             |
| 10 | Mathieu Drujon    | BigMat-Auber 93    |    | m.t             |

|    | Coureur           | Équipe             |    | Temps           |
| -- | ----------------- | ------------------ | -- | --------------- |
| 1  | Thor Hushovd      | BMC Racing         | en | 3 h 42 min 22 s |
| 2  | Tom-Jelte Slagter | Blanco             | +  | m.t             |
| 3  | Arthur Vichot     | FDJ                |    | m.t             |
| 4  | Samuel Dumoulin   | AG2R La Mondiale   |    | m.t             |
| 5  | Egoitz García     | Cofidis            |    | m.t             |
| 6  | Justin Jules      | La Pomme Marseille |    | m.t             |
| 7  | Julien Simon      | Sojasun            |    | m.t             |
| 8  | Nicolas Roche     | Saxo-Tinkoff       |    | m.t             |
| 9  | Vincent Jérôme    | Europcar           |    | m.t             |
| 10 | Mathieu Drujon    | BigMat-Auber 93    |    | m.t             |

### 2eétape
|    | Coureur          | Équipe             |    | Temps           |
| -- | ---------------- | ------------------ | -- | --------------- |
| 1  | Lars Boom        | Blanco             | en | 5 h 18 min 06 s |
| 2  | Arthur Vichot    | FDJ                | +  | 0 s             |
| 3  | Daniel Oss       | BMC Racing         |    | 0 s             |
| 4  | Laurens ten Dam  | Blanco             |    | 0 s             |
| 5  | Pierrick Fédrigo | FDJ                |    | 4 s             |
| 6  | Thor Hushovd     | BMC Racing         |    | 14 s            |
| 7  | Samuel Dumoulin  | AG2R La Mondiale   |    | 14 s            |
| 8  | Egoitz García    | Cofidis            |    | 14 s            |
| 9  | Justin Jules     | La Pomme Marseille |    | 14 s            |
| 10 | Julien Simon     | Sojasun            |    | 14 s            |

|    | Coureur          | Équipe             |    | Temps           |
| -- | ---------------- | ------------------ | -- | --------------- |
| 1  | Arthur Vichot    | FDJ                | en | 9 h 00 min 28 s |
| 2  | Lars Boom        | Blanco             | +  | 0 s             |
| 3  | Laurens ten Dam  | Blanco             |    | 0 s             |
| 4  | Pierrick Fédrigo | FDJ                |    | 4 s             |
| 5  | Thor Hushovd     | BMC Racing         |    | 14 s            |
| 6  | Samuel Dumoulin  | AG2R La Mondiale   |    | 14 s            |
| 7  | Egoitz García    | Cofidis            |    | 14 s            |
| 8  | Justin Jules     | La Pomme Marseille |    | 14 s            |
| 9  | Julien Simon     | Sojasun            |    | 14 s            |
| 10 | Mathieu Drujon   | BigMat-Auber 93    |    | 14 s            |

## Classements finals

### Classement général
|    | Cycliste         | Pays     | Équipe             |    | Temps           |
| -- | ---------------- | -------- | ------------------ | -- | --------------- |
| 1  | Arthur Vichot    | France   | FDJ                | en | 9 h 00 min 28 s |
| 2  | Lars Boom        | Pays-Bas | Blanco             | +  | 0 s             |
| 3  | Laurens ten Dam  | Pays-Bas | Blanco             |    | 0 s             |
| 4  | Pierrick Fédrigo | France   | FDJ                |    | 4 s             |
| 5  | Thor Hushovd     | Norvège  | BMC Racing         |    | 14 s            |
| 6  | Samuel Dumoulin  | France   | AG2R La Mondiale   |    | 14 s            |
| 7  | Egoitz García    | Espagne  | Cofidis            |    | 14 s            |
| 8  | Justin Jules     | France   | La Pomme Marseille |    | 14 s            |
| 9  | Julien Simon     | France   | Sojasun            |    | 14 s            |
| 10 | Mathieu Drujon   | France   | BigMat-Auber 93    |    | 14 s            |

### Classements annexes
|   | Cycliste      | Équipe     | Points |
| - | ------------- | ---------- | ------ |
| 1 | Arthur Vichot | FDJ        | 36     |
| 2 | Thor Hushovd  | BMC Racing | 35     |
| 3 | Lars Boom     | Blanco     | 25     |

|   | Cycliste         | Équipe             | Points |
| - | ---------------- | ------------------ | ------ |
| 1 | Laurent Didier   | RadioShack-Leopard | 39     |
| 2 | Lars Boom        | Blanco             | 16     |
| 3 | Pierrick Fédrigo | FDJ                | 10     |

|   | Cycliste          | Équipe           |    | Temps           |
| - | ----------------- | ---------------- | -- | --------------- |
| 1 | Arthur Vichot     | FDJ              | en | 9 h 00 min 28 s |
| 2 | Romain Bardet     | AG2R La Mondiale | +  | 14 s            |
| 3 | Alexis Vuillermoz | Sojasun          |    | 14 s            |

|   | Équipe     | Pays       |    | Temps            |
| - | ---------- | ---------- | -- | ---------------- |
| 1 | Blanco     | Pays-Bas   | en | 27 h 01 min 38 s |
| 2 | FDJ        | France     | +  | 4 s              |
| 3 | BMC Racing | États-Unis |    | 14 s             |

## Évolution des classements
| Étape              | Vainqueur          | Classement général | Classement par points | Classement de la montagne | Classement du meilleur jeune | Classement par équipes |
| ------------------ | ------------------ | ------------------ | --------------------- | ------------------------- | ---------------------------- | ---------------------- |
| 1                  | Thor Hushovd       | Thor Hushovd       | Thor Hushovd          | Laurent Didier            | Tom-Jelte Slagter            | AG2R La Mondiale       |
| 2                  | Lars Boom          | Arthur Vichot      | Arthur Vichot         | Laurent Didier            | Arthur Vichot                | Blanco                 |
| Classements finals | Classements finals | Arthur Vichot      | Arthur Vichot         | Laurent Didier            | Arthur Vichot                | Blanco                 |

## Liste des participants
- Liste de départ complète

| Légende | Légende                                                                                                  | Légende | Légende                                                                                         |
| ------- | --- | ------- | ----------------------------------------------------------------------------------------------- |
| Num     | Dossard de départ porté par le coureur sur ce Tour du Haut-Var                                           | Pos     | Position finale au classement général                                                           |
|         | Indique le vainqueur du classement général                                                               |         | Indique le vainqueur du classement de la montagne                                               |
|         | Indique le vainqueur du classement par points                                                            |         | Indique le vainqueur du classement du meilleur jeune                                            |
| #       | Indique la meilleure équipe                                                                              |         |                                                                                                 |
| NP      | Indique un coureur qui n'a pas pris le départ d'une étape, suivi du numéro de l'étape où il s'est retiré | AB      | Indique un coureur qui n'a pas terminé une étape, suivi du numéro de l'étape où il s'est retiré |
| HD      | Indique un coureur qui a terminé une étape hors des délais, suivi du numéro de l'étape                   | *       | Indique un coureur en lice pour le maillot blanc (coureurs nés après le 1er janvier 1988)       |

| Sojasun SOJ | Sojasun SOJ                | Sojasun SOJ |
| ----------- | -------------------------- | ----------- |
| Num         | Coureur                    | Pos         |
| 1           | Julien El Fares (FRA)      | AB-2        |
| 2           | Brice Feillu (FRA)         | AB-2        |
| 3           | Fabrice Jeandesboz (FRA)   | 24e         |
| 4           | Jean-Marc Marino (FRA)     | 94e         |
| 5           | Rémi Pauriol (FRA)         | 30e         |
| 6           | Julien Simon (FRA)         | 9e          |
| 7           | Evaldas Šiškevičius (LTU)* | 98e         |
| 8           | Alexis Vuillermoz (FRA)*   | 17e         |

| Movistar MOV | Movistar MOV                                 | Movistar MOV |
| ------------ | -------------------------------------------- | ------------ |
| Num          | Coureur                                      | Pos          |
| 11           | Juan José Cobo (ESP)                         | 26e          |
| 12           | Ángel Madrazo (ESP)*                         | 46e          |
| 13           | Pablo Lastras (ESP)                          | AB-2         |
| 16           | Sylwester Szmyd (POL)                        | 83e          |
| 17           | Giovanni Visconti (ITA)                      | 43e          |
| 18           | Francisco Ventoso (ESP) → Champion d'Espagne | AB-2         |

| BMC Racing BMC | BMC Racing BMC                           | BMC Racing BMC |
| -------------- | ---------------------------------------- | -------------- |
| Num            | Coureur                                  | Pos            |
| 21             | Thor Hushovd (NOR)                       | 5e             |
| 22             | Dominik Nerz (GER)*                      | 48e            |
| 23             | Mathias Frank (SUI)                      | 37e            |
| 24             | Martin Kohler (SUI) → Champion de Suisse | AB-2           |
| 25             | Daniel Oss (ITA)                         | 33e            |
| 26             | Amaël Moinard (FRA)                      | 74e            |
| 28             | Manuel Quinziato (ITA)                   | 40e            |

| RadioShack-Leopard RLT | RadioShack-Leopard RLT                        | RadioShack-Leopard RLT |
| ---------------------- | --------------------------------------------- | ---------------------- |
| Num                    | Coureur                                       | Pos                    |
| 32                     | Laurent Didier (LUX) → Champion du Luxembourg | 80e                    |
| 33                     | Ben Hermans (BEL)                             | AB-2                   |
| 34                     | Bob Jungels (LUX)*                            | AB-2                   |
| 35                     | Benjamin King (USA)*                          | 90e                    |
| 36                     | Maxime Monfort (BEL)                          | 14e                    |
| 37                     | Thomas Rohregger (AUT)                        | 28e                    |
| 38                     | Jens Voigt (GER)                              | 97e                    |

| Garmin-Sharp GRS | Garmin-Sharp GRS                            | Garmin-Sharp GRS |
| ---------------- | ------------------------------------------- | ---------------- |
| Num              | Coureur                                     | Pos              |
| 41               | Alex Howes (USA)*                           | 89e              |
| 42               | Thomas Dekker (NED)                         | AB-2             |
| 43               | Jack Bauer (NZL)                            | AB-2             |
| 44               | David Millar (GBR)                          | AB-1             |
| 46               | Michel Kreder (NED)                         | 63e              |
| 47               | Jacob Rathe (USA)*                          | 93e              |
| 48               | Fabian Wegmann (GER) → Champion d'Allemagne | AB-2             |

| Blanco # BLA | Blanco # BLA               | Blanco # BLA |
| ------------ | -------------------------- | ------------ |
| Num          | Coureur                    | Pos          |
| 51           | Rick Flens (NED)           | AB-2         |
| 52           | Lars Boom (NED)            | 2e           |
| 53           | Moreno Hofland (NED)*      | 52e          |
| 54           | Laurens ten Dam (NED)      | 3e           |
| 55           | Maarten Tjallingii (NED)   | 86e          |
| 56           | Tom-Jelte Slagter (NED)*   | 18e          |
| 57           | Lars Petter Nordhaug (NOR) | 20e          |

| Saxo-Tinkoff TST | Saxo-Tinkoff TST               | Saxo-Tinkoff TST |
| ---------------- | ------------------------------ | ---------------- |
| Num              | Coureur                        | Pos              |
| 61               | Nicolas Roche (IRL)            | 11e              |
| 62               | Evgueni Petrov (RUS)           | 84e              |
| 64               | Jonathan Cantwell (AUS)        | AB-2             |
| 65               | Chris Anker Sørensen (DEN)     | 25e              |
| 66               | Michael Rogers (AUS)           | AB-2             |
| 67               | Roman Kreuziger (CZE)          | AB-2             |
| 68               | Christopher Juul Jensen (DEN)* | AB-2             |

| AG2R La Mondiale ALM | AG2R La Mondiale ALM      | AG2R La Mondiale ALM |
| -------------------- | ------------------------- | -------------------- |
| Num                  | Coureur                   | Pos                  |
| 71                   | Romain Bardet (FRA)*      | 13e                  |
| 72                   | Hubert Dupont (FRA)       | 22e                  |
| 73                   | Guillaume Bonnafond (FRA) | 49e                  |
| 74                   | Mikaël Cherel (FRA)       | 34e                  |
| 75                   | Sylvain Georges (FRA)     | 47e                  |
| 76                   | Blel Kadri (FRA)          | 69e                  |
| 77                   | Samuel Dumoulin (FRA)     | 6e                   |
| 78                   | Christophe Riblon (FRA)   | 70e                  |

| FDJ | FDJ                     | FDJ  |
| --- | ----------------------- | ---- |
| Num | Coureur                 | Pos  |
| 81  | Thibaut Pinot (FRA)*    | 23e  |
| 82  | Anthony Geslin (FRA)    | 55e  |
| 83  | Laurent Mangel (FRA)    | AB-2 |
| 84  | Pierrick Fédrigo (FRA)  | 4e   |
| 85  | Alexandre Geniez (FRA)* | 32e  |
| 86  | Cédric Pineau (FRA)     | 61e  |
| 87  | Benoît Vaugrenard (FRA) | 41e  |
| 88  | Arthur Vichot (FRA)*    | 1er  |

| Argos-Shimano ARG | Argos-Shimano ARG        | Argos-Shimano ARG |
| ----------------- | ------------------------ | ----------------- |
| Num               | Coureur                  | Pos               |
| 91                | Georg Preidler (AUT)*    | 60e               |
| 92                | Bert De Backer (BEL)     | 77e               |
| 93                | Thomas Damuseau (FRA)*   | 91e               |
| 94                | Yann Huguet (FRA)        | 56e               |
| 95                | Thierry Hupond (FRA)     | 38e               |
| 96                | Tobias Ludvigsson (SWE)* | 79e               |
| 97                | Matthieu Sprick (FRA)    | 96e               |
| 98                | Albert Timmer (NED)      | AB-2              |

| Cofidis COF | Cofidis COF               | Cofidis COF |
| ----------- | ------------------------- | ----------- |
| Num         | Coureur                   | Pos         |
| 101         | Rein Taaramäe (EST)       | 29e         |
| 102         | Rudy Molard (FRA)*        | 21e         |
| 103         | Julien Fouchard (FRA)     | AB-2        |
| 104         | Romain Lemarchand (FRA)   | 71e         |
| 105         | Christophe Le Mével (FRA) | 36e         |
| 106         | Adrien Petit (FRA)*       | AB-2        |
| 107         | Egoitz García (ESP)       | 7e          |
| 108         | Romain Zingle (BEL)       | 58e         |

| Europcar EUC | Europcar EUC           | Europcar EUC |
| ------------ | ---------------------- | ------------ |
| Num          | Coureur                | Pos          |
| 111          | Thomas Voeckler (FRA)  | 51e          |
| 112          | Christophe Kern (FRA)  | AB-2         |
| 113          | Anthony Charteau (FRA) | AB-2         |
| 114          | Sébastien Turgot (FRA) | 50e          |
| 115          | Vincent Jérôme (FRA)   | 12e          |
| 116          | Jérôme Cousin (FRA)*   | AB-2         |
| 117          | Alexandre Pichot (FRA) | AB-2         |
| 118          | David Veilleux (CAN)   | 57e          |

| Bretagne-Séché Environnement BSE | Bretagne-Séché Environnement BSE | Bretagne-Séché Environnement BSE |
| -------------------------------- | -------------------------------- | -------------------------------- |
| Num                              | Coureur                          | Pos                              |
| 121                              | Clément Koretzky (FRA)*          | AB-2                             |
| 122                              | Jean-Marc Bideau (FRA)           | 31e                              |
| 123                              | Benoît Jarrier (FRA)*            | AB-2                             |
| 124                              | Armindo Fonseca (FRA)*           | 72e                              |
| 125                              | Arnaud Gérard (FRA)              | 44e                              |
| 126                              | Geoffroy Lequatre (FRA)          | 76e                              |
| 127                              | Florian Guillou (FRA)            | 81e                              |
| 128                              | Florian Vachon (FRA)             | 65e                              |

| IAM | IAM                                             | IAM  |
| --- | ----------------------------------------------- | ---- |
| Num | Coureur                                         | Pos  |
| 131 | Gustav Larsson (SWE)                            | 27e  |
| 132 | Heinrich Haussler (AUS)                         | 16e  |
| 133 | Stefan Denifl (AUT)                             | 19e  |
| 134 | Sébastien Reichenbach (SUI)*                    | 82e  |
| 135 | Dominic Klemme (GER)                            | 92e  |
| 136 | Thomas Lövkvist (SWE)                           | AB-2 |
| 137 | Alexandr Pliuschin (MDA) → Champion de Moldavie | AB-2 |
| 138 | Marcel Wyss (SUI)                               | 35e  |

| La Pomme Marseille LPM | La Pomme Marseille LPM    | La Pomme Marseille LPM |
| ---------------------- | ------------------------- | ---------------------- |
| Num                    | Coureur                   | Pos                    |
| 141                    | Robert Bush (RSA)*        | AB-2                   |
| 142                    | Antoine Lavieu (FRA)*     | 73e                    |
| 143                    | Benjamin Giraud (FRA)     | AB-1                   |
| 144                    | Thomas Vaubourzeix (FRA)* | AB-2                   |
| 145                    | Yannick Martinez (FRA)*   | AB-2                   |
| 146                    | Grégoire Tarride (FRA)*   | 64e                    |
| 147                    | José Gonçalves (POR)*     | 78e                    |
| 148                    | Justin Jules (FRA)        | 8e                     |

| BigMat-Auber 93 BIG | BigMat-Auber 93 BIG        | BigMat-Auber 93 BIG |
| ------------------- | -------------------------- | ------------------- |
| Num                 | Coureur                    | Pos                 |
| 151                 | Flavien Dassonville (FRA)* | 68e                 |
| 152                 | Romain Bacon (FRA)*        | AB-2                |
| 153                 | Fabien Bacquet (FRA)       | AB-2                |
| 154                 | Mathieu Drujon (FRA)       | 10e                 |
| 156                 | Dimitri Le Boulch (FRA)*   | 88e                 |
| 157                 | Steven Tronet (FRA)        | 53e                 |
| 158                 | Théo Vimpère (FRA)*        | 42e                 |

| Roubaix Lille Métropole RLM | Roubaix Lille Métropole RLM | Roubaix Lille Métropole RLM |
| --------------------------- | --------------------------- | --------------------------- |
| Num                         | Coureur                     | Pos                         |
| 161                         | Franck Vermeulen (FRA)      | AB-2                        |
| 163                         | Julien Duval (FRA)*         | 87e                         |
| 164                         | Rudy Kowalski (FRA)*        | 75e                         |
| 165                         | Kévin Lalouette (FRA)       | 62e                         |
| 166                         | Loïc Desriac (FRA)*         | AB-2                        |
| 167                         | Maxime Le Montagner (FRA)*  | AB-2                        |
| 168                         | Cyrille Patoux (FRA)        | 15e                         |

| Raleigh RAL | Raleigh RAL           | Raleigh RAL |
| ----------- | --------------------- | ----------- |
| Num         | Coureur               | Pos         |
| 171         | Alexandre Blain (FRA) | 99e         |
| 172         | Éric Berthou (FRA)    | AB-2        |
| 173         | Rob Britton (CAN)     | 85e         |
| 174         | Lachlan Norris (AUS)  | 39e         |
| 175         | Evan Oliphant (GBR)   | AB-2        |
| 176         | Mark O'Brien (AUS)    | AB-2        |
| 177         | Mark Christian (GBR)* | 54e         |
| 178         | Matthew Holmes (GBR)* | AB-2        |

| Verandas Willems WIL | Verandas Willems WIL         | Verandas Willems WIL |
| -------------------- | ---------------------------- | -------------------- |
| Num                  | Coureur                      | Pos                  |
| 181                  | Floris Smeyers (BEL)*        | 59e                  |
| 182                  | Niels Vandyck (BEL)*         | 67e                  |
| 183                  | Olivier Pardini (BEL)        | AB-2                 |
| 184                  | Kevin Thome (BEL)*           | AB-2                 |
| 185                  | Jean-Albert Carnevali (BEL)* | AB-2                 |
| 186                  | Jérémy Burton (BEL)          | AB-2                 |
| 187                  | Sergio Ferrari (BEL)         | AB-2                 |
| 188                  | Olivier Poppe (BEL)*         | AB-2                 |

| Accent Jobs-Wanty AJW | Accent Jobs-Wanty AJW     | Accent Jobs-Wanty AJW |
| --------------------- | ------------------------- | --------------------- |
| Num                   | Coureur                   | Pos                   |
| 191                   | Nicolas Vogondy (FRA)     | 66e                   |
| 192                   | Grégory Habeaux (BEL)     | AB-2                  |
| 193                   | Tim De Troyer (BEL)*      | AB-2                  |
| 194                   | Jempy Drucker (LUX)       | 45e                   |
| 195                   | Benjamin Verraes (BEL)    | AB-2                  |
| 196                   | Roy Jans (BEL)*           | AB-2                  |
| 197                   | Jérôme Gilbert (BEL)      | AB-1                  |
| 198                   | James Vanlandschoot (BEL) | 95e                   |